# John K. Miller
John Krepps Miller (* 25. Mai 1819 in Mount Vernon, Ohio; † 11. August 1863 ebenda) war ein US-amerikanischer Politiker. Zwischen 1847 und 1851 vertrat er den Bundesstaat Ohio im US-Repräsentantenhaus.

## Werdegang
John Miller besuchte die öffentlichen Schulen seiner Heimat und danach bis 1838 das Jefferson College in Canonsburg (Pennsylvania). Nach einem anschließenden Jurastudium und seiner 1841 erfolgten Zulassung als Rechtsanwalt begann er in seiner Heimatstadt Mount Vernon in diesem Beruf zu arbeiten. Gleichzeitig schlug er als Mitglied der Demokratischen Partei eine politische Laufbahn ein. Im Mai 1844 nahm er als Delegierter an der Democratic National Convention in Baltimore teil, auf der James K. Polk als Präsidentschaftskandidat nominiert wurde.
Bei den Kongresswahlen des Jahres 1846 wurde Miller im elften Wahlbezirk von Ohio in das US-Repräsentantenhaus in Washington, D.C. gewählt, wo er am 4. März 1847 die Nachfolge von Jacob Brinkerhoff antrat. Nach einer Wiederwahl konnte er bis zum 3. März 1851 zwei Legislaturperioden im Kongress absolvieren. Diese Zeit war anfangs noch von den Ereignissen des Mexikanisch-Amerikanischen Krieges geprägt. Die Zeit nach dem Krieg war zunehmend von den Diskussionen um die Frage der Sklaverei bestimmt. Im Jahr 1850 wurde der von US-Senator Henry Clay eingebrachte Kompromiss von 1850 verabschiedet.
Nach dem Ende seiner Zeit im US-Repräsentantenhaus trat John Miller politisch nicht mehr in Erscheinung. Er starb am 11. August 1863 in Mount Vernon, wo er auch beigesetzt wurde.